# Elmore (Minnesota)
Pour les articles homonymes, voir Elmore.
La ville d’Elmore est située dans le comté de Faribault, dans l’État du Minnesota, aux États-Unis. Sa population s’élevait à 663 habitants lors du recensement de 2010, estimée à 624 habitants en 2017.

## Histoire
Elmore dispose d’un bureau de poste depuis 1863. La localité porte le nom d’Andrew E. Elmore, un des premiers habitants.

## Source
- (en) Cet article est partiellement ou en totalité issu de l’article de Wikipédia en anglais intitulé « Elmore, Minnesota » (voir la liste des auteurs).

1. ↑  « Faribault County » [archive du 2 avril 2015], Jim Forte Postal History (consulté le 17 mars 2015).
2. ↑  Chicago and North Western Railway Company, A History of the Origin of the Place Names Connected with the Chicago & North Western and Chicago, St. Paul, Minneapolis & Omaha Railways, 1908 (lire en ligne), p. 68.